# 루이스 아파리시오
루이스 에르네스토 아파리시오 몬티엘(스페인어: Luis Ernesto Aparicio Montiel, 1934년 4월 29일 ~ )은 메이저 리그에서 활약했던 베네수엘라 출신의 전 야구 선수이다. "리틀 루이 (Little Louie)"라는 별명으로 알려진 그는 메이저 리그에서 시카고 화이트삭스, 볼티모어 오리올스와 보스턴 레드삭스를 위하여 유격수로 활약하였다. 그는 1984년 미국 야구 명예의 전당에 헌액되는데 첫 베네수엘라 선수였다.
1956년 아파리시오는 올해의 아메리칸 리그 신인 선수 상을 수상하였다 그는 1959년 화이트삭스가 아메리칸 리그 페넌트 챔피언십을 우승하는 데 도움을 주었고, 그 시즌에 아메리칸 리그 MVP 상의 준우승을 하였다. (그는 유격수로서 도루, 척살, 보살과 수비에서 아메리칸 리그를 이끌었다) 그는 10개의 시즌을 위하여 아메리칸 리그 올스타, 9개의 연속적 시즌을 위하여 아메리칸 리그의 도루 지도 선수, 그리고 9개의 시즌을 위하여 아메리칸 리그 골드 글러브 상 수상자였다. 야구의 전설 테드 윌리엄스는 아파리시오를 "자신이 여태까지 본 최고 유격수"라고 불렀다. 그는 1999년 메이저 리그 베이스볼 올센추리 팀을 위하여 후보에 올랐다.

## 어린 시절
베네수엘라 술리아 주 마라카이보에서 야구를 하는 가족에게 태어났다. 그의 부친 루이스 1세는 베네수엘라에서 두드러진 유격수였고, 아파리시오의 삼촌 에르네스토 아파리시오와 함께 겨울 리그 팀을 소유하였다. 19세의 나이로 아파리시오는 카라카스에서 열린 1953년 아마추어 월드 시리즈에서 베네수엘라 팀의 일원으로서 선발되었다. 그해 그는 부친의 곁에 지방 프로 팀을 위하여 활약하는 데 계약을 맺었다. 1953년 팀의 홈 제 1 시합이 열리는 동안 상징적인 동작에서 그의 부친이 경기의 첫 타자로서 선두 타자로 나와 첫 투구를 차지하여 아파리시오가 타석에 그의 자리를 차지하도록 하였다.

## 메이저 리그 경력

### 시카고 화이트삭스 (1956 ~ 1962)
클리블랜드 인디언스는 아파리시오를 계약하는 데 협상해 왔으나 인디언스의 총지배인 행크 그린버그는 그가 메이저 리그에서 활약하는 데 너무 작다는 의견을 표현하였다. 시카고 화이트삭스의 총지배인 프랭크 레인은 동료 베네수엘라의 유격수 치코 카라스켈을 추천하고, 그러고나서 첫해의 샐러리에서 5천 달러 아래와 그 가치를 위하여 아파리시오를 계약하였다. 마이너 리그에서 2년만 후에 그는 22세의 나이로 자신의 메이저 리그 데뷔를 하여 1956년 화이트삭스의 유격수로서 카라스켈을 대체하였다. 아파리시오는 도루, 보살과 척살에서 아메리칸 리그를 이끌고 올해의 신인 선수 상과 스포팅 뉴스 올해의 신인 선수 상을 둘다 수상하였다. 그는 올해의 신인 선수 상을 수상하는 데 첫 라틴아메리카 출신 선수였다.
아파리시오는 빠르게 자신들의 속력과 강한 방어로 알려진 1950년대 중반의 "고-고" 화이트삭스 팀의 완전한 일원이 되었다. 다음 10년간의 세월 동안 아파리시오는 스프레이 히트, 교묘한 수비와 빠른 유격수를 위한 표준을 세웠다. 그는 메이저 리그 베이스볼에서 최고의 병살 콤비들 중의 하나가 되는 데 2루수 넬리 폭스와 합쳤다. 아파리시오는 화이트삭스가 뉴욕 양키스에 밀려 2위에서 시즌을 끝내기 전 6월 후순까지 1위를 보유하면서 1957년 도루와 보살에서 다시 한번 아메리칸 리그를 이끌었다.
1958년 아파리시오는 그해의 올스타 경기에서 아메리칸 리그를 위하여 출발 유격수로 선발되었을 때 메이저 리그 베이스볼에서 최고의 유격수들 중의 하나로서 인정을 얻었다. 6월 14일 마지막에 온 후, 다시 한번 양키스에 밀려 2위로 시즌을 끝냈다. 아파리시오는 다시 도루, 보살과 척살에서 리그를 이끌고 자신의 첫 골드 글러브 상을 수상하였다.
아파리시오는 1959년 화이트삭스가 아메리칸 리그 페넌트를 우승할 때 팀의 지도 선수였으며, 클리블랜드 인디언스에 앞서 5개의 경기들에서 정규 시즌을 끝냈다. 아메리칸 리그 MVP 상 투표에서 넬리 폭스에 밀려 2위를 하였다. 그는 2번째로 출발 올스타 경기의 선수로서 선발되고 또한 2번째 골드 글러브 상을 수상하였다. 그는 1959년 월드 시리즈에서 화이트삭스가 로스앤젤레스 다저스에게 6개의 경기를 패하면서 .308의 타구 평균을 매겼다.
1960년과 1961년 아파리시오는 아메리칸 리그에서 지속적으로 최고 유격수들 중의 하나가 되어 수비율과 보살에서 최고적 혹은 그 근처에 왔다. 1962년 그는 초과 중량을 보여 1년을 빼먹고 화이트삭스는 1963년 시즌을 위한 샐러리에서 그에게 삭감을 마련하였다. 분노한 아파리스오는 축소를 받는 것보다 그만 두려고 했다고 말하였고 이적되는 데 요구하였다. 결국적으로 그해 1월 화이트삭스는 호이트 윌헬름, 론 핸슨, 데이브 니콜슨과 피트 워드를 위하여 앨 스미스와 함께 아파리시오를 볼티모어 오리올스로 이적시켰다.

### 볼티모어 오리올스 (1963 ~ 1967)
아파리스오는 볼티모어에서 자신의 형성을 다시 얻어 지속적으로 도루와 수비율에서 리그를 이끌어 1963년 경력 최고의 .983의 수비율을 일으켰다. 브룩스 로빈슨와 제리 아데어와 함께 그는 야구에서 최고 방어적 내야들 중의 하나의 일부였다. 1964년 그는 9번째 연속적 해를 위하여 도루에서 리그를 이끌고 자신의 6번째 골드 글러브 상을 수상하였다. 1966년 아파리시오는 182개의 안타와 함께 .276의 타구 평균을 게시하여 토니 올리바의 뒤로 밀려 리그에서 2번째로 가장 많은 안타들을 위하여 동료 선수 프랭크 로빈슨과 동점을 매기고 오리올스가 자신들의 첫 아메리칸 리그 페넌트에 결말을 지으면서 7번째 골드 글러브 상을 수상하였다. 그는 아메리칸 리그 MVP 상의 투표에서 9위를 하고, 1966년 월드 시리즈에서 오리올스가 로스앤젤레스 다저스를 휩쓰는 도움을 주었다.

### 화이트삭스로 복귀 (1968 ~ 1970)
아파리스오는 돈 버퍼드를 위하여 이적된 후, 1968년 시즌을 위하여 화이트삭스로 돌아왔다. 그는 지속적인 방어적으로 잘 활약하여 1968년과 1969년 범위 요소에서 리그를 이끌었다. 아파리시오는 1970년 자신의 최고 전체의 공격적 시즌을 가져 86개의 득점을 매기고 경력 최고의 .313의 평균과 함께 아메리칸 리그 타구 경주에서 4위를 하였다. 추가로 그는 그해에 자신의 9번째 골드 글러브 상은 물론 8번째 골드 글러브 상을 수상하였다. 화이트삭스가 마지막으로 온 것에 불구하고, 아파리시오는 그해 아메리칸 리그 MVP 상 투표에서 12위를 하였다. 12월 화이트삭스와 이 시즌들 후, 그는 루이스 알바라도와 마이크 앤드루스를 위하여 보스턴 레드삭스로 이적되었다.

### 보스턴 레드삭스 (1971 ~ 1973)
1971년 아파라시오는 44개의 타수에서 안타없이 가면서 1909년 브루클린 수퍼바스와 함께 세워진 45개와 함께 빌 버겐에 의한 무투수들을 위하여 장기적 메이저 리그 무안타 연속을 매긴 동점으로부터 하나의 타수였다. 아파리시오는 클리블랜드에서 인디언스를 상대로 그랜드 슬램 홈런을 치고, 그러고나서 또다른 홈런과 펜웨이 파크에서 9번째 경기에 선두 타자였다.
1972년 아파리시오는 그해 레드삭스가 아메리칸 리그 동부 디비전 타이틀을 디트로이트 타이거스에게 패하는 데 공헌한 후기 시즌의 주루의 큰 실수를 일으켰다. 타이거스를 상대로 10월 2일의 경기에서 아파리시오는 칼 야스트렘스키에 의한 명백한 3루타에 3루를 도는 동안에 떨어져 자신이 2루로 후퇴하는 데 시도하면서 야스트렘스키가 주자가 되 돌아와서 본루를 밟는 데 이끌었다. 활동적 선수로서 자신의 마지막 해인 1973년 아파리시오는 7월 5일 양키스를 상대로 .271의 평균을 위하여 안타하고 자신의 500번째 도루를 이끌었다. 그는 시즌의 말기에 39세의 나이로 은퇴하였다.

## 경력 통계
아파리시오는 2599개의 경기들에서 18개의 메이저 리그 시즌을 위하여 활약하고, 394개의 2루타, 83개의 홈런과 701개의 타점, 1335개의 득점과 506개의 도루와 더불어 .262의 타구 평균을 위하여 10230개의 타수에서 2677개의 안타를 모았다. 그는 .972의 수비율과 함께 자신의 경력을 끝냈다. 아파리시오는 수비율에서 8회, 보살에서 7회와 척살과 범위 요소에서 4회나 아메리칸 리그 유격수를 지도하였다. 그는 1956년부터 1964년까지 9개의 연속적 시즌에 도루에서 아메리칸 리그를 이끌고 9회의 골드 글러브 상(1958 ~ 64, 1964, 1966, 1970)을 수상하였다. 아파리시오는 10회의 올스타(1958 ~ 64, 1970 ~ 72) 선수이기도 하면서 14개의 올스타 경기들 중 13개에 임여되었고, 6개이 올스타 경기들에서 출발 유격수면서 10개의 경기들에서 활약하였다.

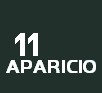
1984년 시카고 화이트삭스에 의하여 영구 결번된 아파리시오의 등번호 11

자신의 은퇴 당시 아파리시오는 유격수에 의하여 활약한 가장 많은 경기들, 보살과 병살을 위한 사상의 지도 선수였고, 아메리칸 리그의 유격수에 의하여 척살과 토탈 챈스에서 사상의 지도 선수였다. 그의 9개의 골드 글러브 상은 유격수들을 위한 아메리칸 리그 기록을 세웠고, 그 일은 2001년 오마르 비스켈과 동점을 매겼다. 그는 이전에 세워진 에버렛 스콧과 루 부드로에 의하여 세워진 8개의 함께 유격수들에 의한 수비율에서 리그를 이끈 대부분의 시즌들의 기록을 동점 매겼다.
유격수에서 활약한 그의 2583개의 경기들은 1973년 그의 은퇴로부터 2008년 5월 오마를 비스켈에 의하여 능가될 때까지 그 위치를 위한 메이저 리그 기록으로서 보유되었다. 그의 2677개의 안타는 또한 2009년 6월 25일 오마르 비스켈에 의하여 능가될 때까지 베네수엘라에서 온 선수들을 위한 메이저 리그 기록이기도 하였다. 유격수로서 그의 2673개의 안타는 2009년 8월 17일 데릭 지터가 깰 때까지 기록이었다. 그는 타구 타이틀을 위하여 합격하는 데 충분한 본루 출연과 함께 13개의 연속적 시즌을 가졌다. 더욱 인상적인 연속은 50개의 본루 출연 이상과 함께 그의 16개의 연속적 시즌들이며, 메이저 리그 역사상 5번째 최고였다. 아파리시오는 유격수보다 아무 방어적 위치를 활약한 적이 없었다.
- 1루타에서 아메리칸 리그 지도 선수 (1966)

- 희생타에서 아메리칸 리그 지도 선수 (1956, 1960)

- 도루에서 아메리칸 리그 지도 선수 (1956 ~ 1964)

- 유격수로서 척살에서 아메리칸 리그 지도 선수 (1956, 1958, 1959, 1966)

- 유격수로서 수비율에서 아메리칸 리그 지도 선수 (1959 ~ 1966)

## 수상과 명예

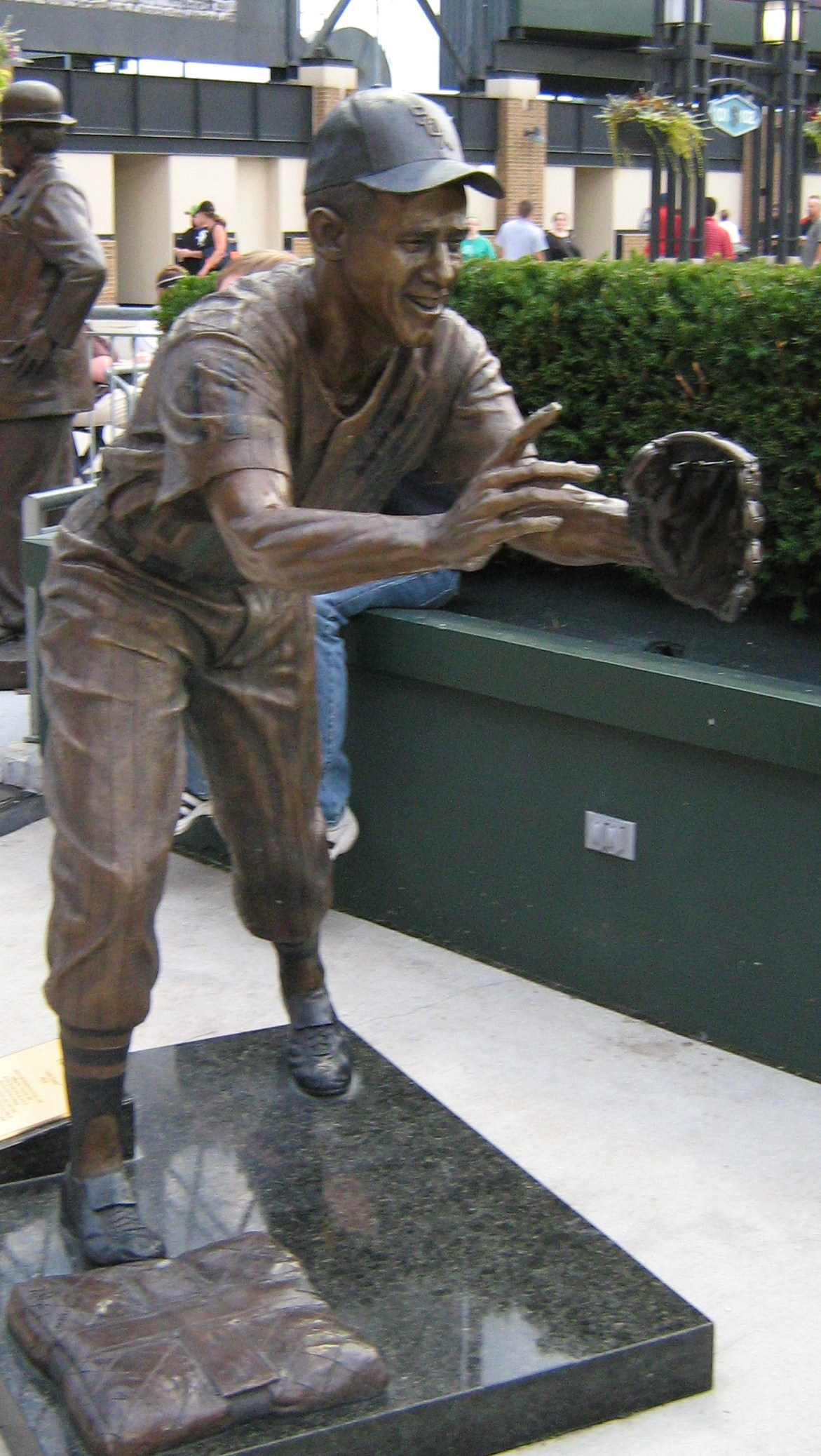
루이스 아파리시오의 동상

아파리시오는 1984년 미국 야구 명예의 전당으로 헌액되어 베네수엘라 선수로서 처음이었다. 시카고 화이트삭스는 또한 그해 그의 등번호 11을 영구 결번시켰다. 2010년 아파리시오의 허락과 함께 등번호 11을 유격수 오마르 비스켈에게 주었다. 비스켈은 그 번호를 입는 것이 거대한 베네수엘라의 유격수의 이름을 보호할 것이라고 말하였다.
1981년 로런스 리터와 도널드 홀딩은 그들의 책 사상 100명의 거대한 야구 선수들에 아파리시오를 포함하였다. 1999년 스포팅 뉴스는 야구의 100명의 거대한 선수들 명단에 그를 포함하지 않았으나 메이저 리그 베이스볼은 올센추리 팀을 위한 100명의 후보 선수들 중의 하나로서 그를 명단에 놓지 않았다.
2003년 아파리시오는 베네수엘라 야구 명예의 전당과 박물관으로 헌액되었다.
2005년 그는 자신이 화이트삭스를 위하여 출발 유격수로 지내올 때 1959년 월드 시리즈 이래 화이트삭스에 의하여 시카고에서 처음으로 열린 그해의 월드 시리즈의 첫 경기에서 기념적 첫 공을 던지는 명예가 주어졌다.
2004년 첫 해마다의 루이스 아파리시오 상이 베네수엘라에서 스포츠 저널리스트들에 의하여 투표되면서 메이저 리그 베이스볼에서 최고의 개인적 상연을 기록한 베네수엘라의 선수에게 주어졌다.
2006년 2개의 동상 - 묘사적인 아파리시오와 다른 묘사적 전 화이트삭스의 2루수 넬리 폭스의 상은 시카고의 U.S. 셀룰러 필드에서 제막식이 거행되었다. 아파리시오의 동상은 폭스로부터 공을 받는 데 준비하는 것을 그에게 보여주는 동안 폭스의 동상은 아파리시오를 향하여 공을 던져올리는 것을 그에게 보여준다.
2007년 아파리시오는 히스패닉 혈통 야구 명예의 전당으로 헌액되었다.
베네수엘라의 마라카이보에는 그의 부친의 이름을 딴 경기장이 있다. 경기장의 성명은 루이스 아파리시오 오르테가에 명예에서 에스타디오 루이스 아파라시오 엘 그란데(스페인어: Estadio Luis Aparicio El Grande)이다. 또한 경기장이 위치한 종합 운동장은 폴리데포르티보 루이스 아파리시오 몬티엘(스페인어: Polideportive Luis Aparicio Montiel)로 이름이 지어졌다. 또한 베네수엘라를 통하여 그의 이름을 기린 몇몇의 거리들이 있기도 하다.

## 같이 보기
- 미국 야구 명예의 전당의 헌액자 목록
- 메이저 리그 베이스볼 올해의 신인상